# Tourliac
Tourliac (okzitanisch Trolhac) ist eine französische Gemeinde mit 140 Einwohnern (Stand: 1. Januar 2022) im Département Lot-et-Garonne in der Region Nouvelle-Aquitaine (bis 2015 Aquitanien). Sie gehört zum Arrondissement Villeneuve-sur-Lot und zum 2012 gegründeten Kommunalverband Les Bastides en Haut Agenais Périgord. 

## Geografie
Tourliac liegt etwa 34 Kilometer nordnordöstlich von Villeneuve-sur-Lot.
Nachbargemeinden von Tourliac sind Rampieux im Norden, Saint-Cassien im Osten, Parranquet im Süden sowie Rayet im Westen und Südwesten.

## Bevölkerungsentwicklung
| Jahr                      | 1962 | 1968 | 1975 | 1982 | 1990 | 1999 | 2006 | 2013 | 2016 |
| Einwohner                 | 130  | 114  | 106  | 110  | 104  | 97   | 124  | 145  | 135  |
| Quelle: Cassini und INSEE |      |      |      |      |      |      |      |      |      |

## Sehenswürdigkeiten
- Kirche Saint-Jean-Baptiste

## Belege
1. ↑  Tourliac auf cassini.ehess.fr
2. ↑  Tourliac auf insee.fr